# Jakob Petzl
Jakob Petzl (* 21. November 1985) ist ein deutscher Kontrabassist, der sowohl im Bereich des Jazz als auch der Klassik tätig ist.

## Leben und Wirken
Petzl wurde als Sohn eines Kantors in der Kindheit durch Kirchen-, Kammer- und Chormusik geprägt. Früh erhielt er klassischen Unterricht auf dem Cello. Als Jugendlicher spielte er E-Bass, dann Kontrabass und beschäftigte sich mit der Improvisation. Er studierte zunächst Bioinformatik, spielte daneben aber in der Leipziger Jazzszene und im Landesjugendjazzorchester Sachsen. Ab 2010 studierte er im Jazzstudiengang der Hochschule für Musik Leipzig bei Pepe Berns. Ein Masterstudiengang ab 2014 in Leipzig für klassischen Kontrabass bei Frithjof Grabner schloss sich an.
Petzl gehört seit 2012 mit Antonia Hausmann, Matti Oehl und Philip Frischkorn zum kollaborativen Quartett Trio.Diktion, mit dem er zwei Alben veröffentlichte, zuletzt 2017 Serenade. Er erhielt mit Trio.Diktion 2014 den Leipziger Nachwuchspreis und 2016 den zweiten Preis beim Konzertfinale Junger Münchner Jazzpreis. Zuvor spielte er im Ben Hadschi Quintett, mit dem er auf dem Album Orient Jazz zu hören ist. In der Gruppe Meierei widmet er sich der Musik des amerikanischen Kontrabassisten und Komponisten Edgar Meyer. 
Im Bereich der Klassik arbeitete er unter anderem im Münchener Kammerorchester, im Jungen Stuttgarter Bachensemble und im Orchestre Français des Jeunes unter Kristjan Järvi. Weiterhin wirkte er als Aushilfe in der Oper Halle und ist Mitglied im Johann-Strauß Orchester Leipzig.